# ExxonMobil
Az Exxon Mobil Corporation vagy ExxonMobil amerikai olaj- és gázcég, John D. Rockefeller Standard Oil nevű cégéből alakult, egyike a világ hat energiaóriásának, árbevétel szempontjából köztük is a legnagyobb.
1999. november 30-án alakult, az Exxon és a Mobil cégek egyesülésével.
2007-es adatok alapján a világ legnagyobb árbevételű cége: a 2007-es pénzügyi évben árbevétele 390,3 milliárd $ volt, a teljes 2007-es magyar bruttó nemzeti termék csaknem háromszorosa. (Korábban a Walmart volt a legnagyobb, de az olajárak emelkedése feltornázta az ExxonMobil bevételeit.)
Piaci kapitalizáció alapján is a világ legnagyobb cége. (2008 végén 406,1 milliárd dollár.)
Tartalékai 72 milliárd hordó kőolajnak megfelelő mennyiségűek voltak 2007 végén, ami az akkori kitermelési ütem mellett több, mint 14 évre elegendő. Az Energiaóriások közt a legnagyobb, de napi 4,18 millió hordós 2007-es kitermelése a világ kitermelésének mindössze három százalékát tette ki és ebben a tekintetben több állami tulajdonú olajcég is túlszárnyalta. Olaj- és földgáztartalékai a világ tartalékainak kevesebb mint egy százalékát teszik ki, ennek alapján a 14. a világon.
2007-ben az ExxonMobil adózott nyeresége alapján is a legnagyobb volt a világon: ez majdnem 40 milliárd dollárt tett ki.